# Белкин, Наум Маркович
Наум Маркович Белкин (1893 — 1942) — советский разведчик, старший лейтенант государственной безопасности.

## Биография
Родился в мещанской семье, окончил 3 класса частной гимназии в Гомеле. Участник Первой мировой войны, почти всё время которой с 1914 до 1918 находился в немецком плену. В октябре 1918 вступил в РКП(б), затем до 1919 находился на хозяйственной работе в Саратове, потом до 1920 заведующий отделом народного комиссариата труда и социального обеспечения Туркестанской АССР в Ташкенте.
В 1920—1921 служил в Красной армии в качестве политического комиссара на Западном фронте. С 1921 по 1922 работал на железнодорожном транспорте.
Являлся полиглотом, владел арабским, французским, испанским и английским языками. По этой причине был направлен на заграничную работу по линии НКИД в Саудовскую Аравию, а с 1925 по 1931 по линии народного комиссариата торговли СССР работал в Йемене и Персии. В июне 1931 зачислен в штаты ИНО ОГПУ, с 1933 по 1934 на нелегальной работе в Болгарии, Югославии и Уругвае. С 1935 по 1936 работал на территории Третьего рейха в берлинской резидентуре ИНО ГУГБ НКВД, был оператором А. Харнака («Корсиканец») — одного из организаторов подпольной антифашистской группы, впоследствии известной как «Красная капелла».
С сентября 1936 в Испанской республике в качестве заместителя резидента и заместителя официального представителя НКВД СССР при республиканской службе безопасности А. М. Орлова. После бегства последнего в августе 1938 отозван в СССР и уволен из НКВД СССР «за невозможностью дальнейшего использования». С 1939 работал начальником Бюро информации Всесоюзного радиокомитета. Весной 1941 был подготовлен материал на его арест, но народный комиссар государственной безопасности СССР В. Н. Меркулов не дал санкции, посчитав представленные данные недостаточными. С первых дней Великой Отечественной войны находится в армии, старший политрук Центрального военного госпиталя. В ноябре 1941 восстановлен в кадрах НКВД и откомандирован в распоряжение 2-го отдела НКВД СССР. В декабре 1941 по специальному поручению народного комиссара внутренних дел СССР Л. П. Берия был направлен в Иран по линии 4-го управления НКВД, для изучения «курдского вопроса». В марте 1942 умер в городе Тавризе от сыпного тифа.

### Звания
- старший лейтенант государственной безопасности (1935).

### Награды
- орден Красного Знамени (2 января 1937).